# Stark András (súlyemelő)
Stark András (Tarján, 1949. november 27. –) magyar súlyemelő, edző. Unokaöccse Stark Tibor Európa-bajnok súlyemelő .